# روبوتات سحابية
الروبوتات السحابية هي فرع من فروع الروبوتات يهدف إلى استخدام تقنيات الحوسبة السحابية والتخزين السحابي والتقنيات الأخرى المستندة إلى الإنترنت، وذلك للاستفادة من البنية التحتية المتكاملة والخدمات المشتركة في مجال الروبوتات. يمكن للروبوتات عند توصيلها بالسحابة الاستفادة من القدرات القوية في الحوسبة والتخزين والاتصال التي توفرها مراكز البيانات الحديثة، مما يسمح لها بمعالجة البيانات ومشاركتها مع روبوتات أخرى أو كيانات ذكية مثل (الآلات الأخرى أو الأشياء الذكية أو البشر).
يمكن للبشر تفويض المهام إلى الروبوتات عن بُعد عبر شبكات الحاسوب. تتيح تقنيات الحوسبة السحابية لأنظمة الروبوتات الحصول على إمكانيات متقدمة مع تقليل التكاليف، مما يسمح بتطوير روبوتات ذكية خفيفة الوزن ومنخفضة التكلفة مع "دماغ" متصل بالسحابة. يتكون هذا "الدماغ" من مركز بيانات، وقاعدة معرفة، ومخططي مهام، وتقنيات تعلم عميق، ونماذج بيئية، ومعالجة معلومات، ودعم للاتصال، وغير ذلك من الموارد الذكية.

## عناصر السحابة
تحتوي السحابة الخاصة بالروبوتات على ستة عناصر رئيسية على الأقل:
1. بناء "دماغ سحابي" للروبوتات: وهو الهدف الأساسي للروبوتات السحابية.
2. توفير مكتبة عالمية للصور والخرائط وبيانات الأجسام: تشمل الخصائص الهندسية والميكانيكية، بالإضافة إلى أنظمة الخبرة وقواعد المعرفة مثل (الويب الدلالي ومراكز البيانات).
3. إتاحة الحوسبة المتوازية الضخمة عند الطلب: تُستخدم في النمذجة الإحصائية القائمة على العينات، وتخطيط الحركة، وتخطيط المهام، والتعاون بين الروبوتات المتعددة، وجدولة الأنظمة وتنسيقها.
4. مشاركة الروبوتات للنتائج والمسارات وسياسات التحكم الديناميكي: إلى جانب دعم تعلم الروبوتات.
5. تمكين البشر من مشاركة التعليمات البرمجية مفتوحة المصدر والبيانات والتصاميم: مما يساعد في البرمجة والتجريب وبناء الأجهزة.
6. توفير التوجيه والمساعدة البشرية عند الطلب: لدعم التقييم والتعلم والتعافي من الأخطاء.
7. تعزيز التفاعل بين الإنسان والروبوت: من خلال وسائل مختلفة مثل قواعد المعرفة الدلالية والخدمات المشابهة لـ "سيري SIRI" من أبل.

## التطبيقات
الروبوتات المتنقلة المستقلة
تُعتبر سيارات جوجل ذاتية القيادة مثالًا على الروبوتات السحابية، حيث تستخدم الشبكة للوصول إلى قاعدة بيانات جوجل الضخمة التي تحتوي على الخرائط، والصور الفضائية، ونماذج البيئة مثل "StreetView". تدمج هذه البيانات مع المعلومات المباشرة القادمة من أنظمة تحديد المواقع "GPS"، والكاميرات، والمستشعرات ثلاثية الأبعاد، مما يسمح لها بتحديد موقعها بدقة تصل إلى السنتيمترات، إلى جانب تحليل أنماط المرور السابقة والحالية لتجنب الاصطدامات. يمكن لكل سيارة مشاركة بيانات جديدة حول الطرق أو ظروف القيادة مع السحابة، مما يحسّن من أداء السيارات الأخرى.
الروبوتات الطبية السحابية
تعتمد السحابة الطبية (وتعرف أيضًا بمجموعة الرعاية الصحية) على تقديم خدمات متنوعة مثل أرشيف الأمراض، والسجلات الطبية الإلكترونية، وأنظمة إدارة صحة المرضى، والخدمات التحليلية، والحلول السريرية، والأنظمة الخبيرة، وغيرها. يمكن للروبوتات الاتصال بالسحابة لتقديم الخدمات السريرية للمرضى، سواء بمساعدة الأطباء في العمليات الجراحية التعاونية أو بتقديم استشارات سريرية للمرضى. كما تتيح مشاركة البيانات بين الأطباء ومقدمي الرعاية الصحية، مما يعزز جودة التشخيص والعلاج السريري.
الروبوتات المساعدة
توظف الروبوتات المنزلية لمراقبة الحالة الصحية لكبار السن ومساعدتهم في حياتهم اليومية، خصوصًا من يعانون من أمراض مزمنة. تقوم الروبوتات بجمع بياناتهم الصحية وإرسالها إلى أنظمة سحابية متخصصة أو إلى الأطباء لمتابعتها عن بُعد. يمكن لهذه الروبوتات تقديم الدعم في حالات الطوارئ مثل السقوط أو النوبات القلبية أو النزيف، كما تستطيع إخطار مقدمي الرعاية عبر الشبكة عند حدوث أي مشكلة صحية، مما يساهم في تحسين مستوى الرعاية الصحية لذوي الاحتياجات الخاصة وكبار السن.
الروبوتات الصناعية
وفقًا لخطة "الصناعة 4.0" التي أطلقتها الحكومة الألمانية يمر العالم بثورة صناعية رابعة، حيث يندمج العالم الواقعي مع العالم الافتراضي في إطار إنترنت الأشياء. ستكون عمليات الإنتاج الصناعي في المستقبل أكثر تخصيصًا وفقًا لاحتياجات العملاء مع دمج واسع النطاق للعملاء والشركاء التجاريين في العمليات التجارية والقيمة المضافة، وربط الإنتاج والخدمات عالية الجودة مما يؤدي إلى ما يسمى ب "المنتجات الهجينة". يمكن لأنظمة الروبوتات السحابية في التصنيع تعلم مهام مثل توصيل الأسلاك أو تركيب الحشوات من قاعدة البيانات المهنية.
يمكن لمجموعة من الروبوتات مشاركة المعلومات لإنجاز مهام تعاونية، علاوة على ذلك سيتمكن العملاء من تقديم طلبات تصنيع منتجات مخصصة مباشرة إلى الروبوتات عبر أنظمة الطلبات الإلكترونية، حيث يتم تنفيذ التصنيع والشحن آليًا باستخدام روبوتات المستودعات والمركبات ذاتية القيادة أو الطائرات المُسيّرة.

## تعلم الدماغ السحابي للروبوتات
النهج: التعلم مدى الحياة.
اقترح استخدام التعلم مدى الحياة لبناء دماغ سحابي للروبوتات من قبل CAS. استند هذا الاقتراح إلى مشكلة كيفية تمكين الروبوتات من دمج ونقل تجاربها لتتمكن من استخدام المعرفة السابقة بفعالية والتكيف السريع مع البيئات الجديدة. قُدمت لمعالجة هذه المشكلة معمارية تعلم للملاحة في أنظمة الروبوتات السحابية تحت اسم التعلم المعزز الفيدرالي مدى الحياة (LFRL). يتضمن هذا العمل خوارزمية دمج المعرفة لتحديث النموذج المشترك المُستضاف على السحابة، بالإضافة إلى تقديم طرق فعالة للتعلم بالنقل (Transfer Learning) في LFRL. يتماشى نموذج LFRL مع علم الإدراك البشري، مما يجعله مناسبًا لأنظمة الروبوتات السحابية. تُظهر التجارب أن LFRL يحسن بشكل كبير من كفاءة التعلم المعزز لملاحة الروبوتات. كما يوضح نشر النظام السحابي للروبوتات أن LFRL قادر على دمج المعرفة السابقة بفعالية.
النهج: التعلم الفيدرالي.
اقترح استخدام التعلم مدى الحياة لبناء دماغ سحابي للروبوتات في عام 2020. يستطيع البشر تعلم سلوك جديد من خلال مراقبة الآخرين وتقليد مهاراتهم، وبالمثل يمكن للروبوتات تطبيق هذا المفهوم من خلال التعلم بالتقليد (Imitation Learning). عندما يحصل البشر على توجيه خارجي، فإنهم يتمكنون من إتقان السلوك الجديد بكفاءة أعلى. فكيف يمكن للروبوتات تحقيق ذلك؟
قدم الباحثون لمعالجة هذه المسألة إطار عمل جديد يُدعى FIL، والذي يوفر آلية لدمج المعرفة غير المتجانسة في أنظمة الروبوتات السحابية، ثم طورت خوارزمية دمج المعرفة في FIL لتتيح للسحابة دمج المعرفة المختلفة القادمة من الروبوتات المحلية، ومن ثم إنشاء نماذج إرشادية للروبوتات التي تحتاج إلى خدمات معينة. قدمت بعد ذلك آلية لنقل المعرفة لمساعدة الروبوتات المحلية على اكتساب المعرفة من السحابة. يصبح الروبوت باستخدام FIL قادرًا على الاستفادة من المعرفة المكتسبة من روبوتات أخرى، مما يعزز دقة وكفاءة التعلم بالتقليد. بالمقارنة مع التعلم بالنقل (Transfer Learning) والتعلم الفوقي (Meta-Learning)، يُعد FIL أكثر ملاءمة لأنظمة الروبوتات السحابية. أجرى الباحثون لإثبات فعاليته تجارب على مهمة القيادة الذاتية للروبوتات (السيارات). أظهرت النتائج أن النموذج المشترك الذي تم إنشاؤه بواسطة FIL يزيد من كفاءة التعلم بالتقليد للروبوتات المحلية في الأنظمة السحابية.
النهج: التعلم بمساعدة الأقران.
اقترح استخدام التعلم بمساعدة الأقران لبناء دماغ سحابي للروبوتات من قبل UM. يشهد مجال الروبوتات ثورة تكنولوجية مدفوعة بتقنيات التعلم العميق القائمة على البيانات. إن إنشاء مجموعات بيانات لكل روبوت محلي يعد عملية مرهقة، كما أن الجزر المعزولة من البيانات بين الروبوتات المحلية تعيق الاستفادة التعاونية من البيانات. قدم الباحثون لمعالجة هذه المشكلة التعلم الروبوتي بمساعدة الأقران (PARL)، وهو مستوحى من مفهوم التعلم بمساعدة الأقران في علم النفس المعرفي والتربية. يقوم PARL بتنفيذ التعاون في البيانات داخل إطار أنظمة الروبوتات السحابية، حيث تقوم الروبوتات بمشاركة بياناتها ونماذجها مع السحابة بعد معالجة البيانات دلاليًا (Semantic Computing) والتدريب محليًا. تقوم السحابة بدمج البيانات وإجراء التحسينات والتكامل ونقل المعرفة. يُضبط بعد ذلك النموذج المشترك في السحابة ويُعاد توجيهه إلى الروبوتات المحلية للاستفادة منه، لذلك اقترحت شبكة DAT (شبكة تعزيز البيانات ونقلها - Data Augmentation and Transferring Network) لتنفيذ عمليات معالجة البيانات داخل إطار PARL. تستطيع شبكة DAT تعزيز البيانات القادمة من عدة روبوتات محلية، مما يزيد من فعالية التدريب التعاوني. أجريت تجارب على مهمة مبسطة للقيادة الذاتية للروبوتات (السيارات)، وأظهرت النتائج أن شبكة DAT حسنت بشكل كبير من عمليات تعزيز البيانات في سيناريوهات القيادة الذاتية، وقد أثبتت التجارب أن PARL قادر على تحسين نتائج التعلم من خلال التعاون في البيانات بين الروبوتات المحلية.

## الأبحاث العلمية
RoboEarth مول البرنامج الإطاري السابع للاتحاد الأوروبي للأبحاث والمشاريع المتعلقة بالتطوير التكنولوجي RoboEarth لاستكشاف مجال الروبوتات السحابية. الهدف من RoboEarth هو تمكين الأنظمة الروبوتية من الاستفادة من خبرات الروبوتات الأخرى، مما يمهد الطريق لتحقيق تقدم سريع في إدراك الآلة وسلوكها، للوصول إلى تفاعل أكثر دقة وتطورًا بين الإنسان والآلة. يوفر RoboEarth بنية تحتية للروبوتات السحابية، وتخزن قاعدة بياناته المصممة على طراز شبكة الإنترنت العالمية (World-Wide-Web) المعرفة التي يولدها البشر والروبوتات بصيغة قابلة للقراءة آليًا. تشمل البيانات المخزنة في قاعدة معرفة RoboEarth مكونات برمجية، وخرائط للملاحة (مثل مواقع الأشياء، ونماذج العالم)، ومعرفة المهام (مثل وصف الإجراءات، واستراتيجيات التلاعب)، ونماذج التعرف على الكائنات (مثل الصور، ونماذج الأشياء). يتضمن محرك RoboEarth السحابي دعمًا للروبوتات المتنقلة، والمركبات ذاتية القيادة، والطائرات بدون طيار، وهي تتطلب قدرات حوسبية كبيرة للتنقل.
رابيوتا Rapyuta هو إطار عمل مفتوح المصدر للروبوتات السحابية يعتمد على محرك RoboEarth، قد طور من قبل باحثي الروبوتات في المعهد الفدرالي السويسري للتكنولوجيا في زيورخ (ETHZ). يمكن لكل روبوت متصل برابيوتا أن يمتلك بيئة حوسبة آمنة (ممثلة بصناديق مستطيلة)، مما يمنحه القدرة على نقل العمليات الحسابية الثقيلة إلى السحابة. إن بيئات الحوسبة مترابطة بشكل وثيق مع بعضها البعض ولديها اتصال عالي النطاق الترددي بمستودع المعرفة الخاص بـ RoboEarth.
KnowRob هو مشروع امتداد لـ RoboEarth، وهو نظام لمعالجة المعرفة يجمع أساليب تمثيل المعرفة مع تقنيات لاكتساب المعرفة وربطها بنظام فيزيائي، ويمكن أن يعمل كإطار دلالي مشترك لدمج المعلومات من مصادر مختلفة.
RoboBrain هو نظام حسابي واسع النطاق يتعلم من الموارد المتاحة علنًا على الإنترنت، والمحاكاة الحاسوبية، والتجارب الواقعية للروبوتات. يقوم هذا النظام بجمع كل ما يتعلق بالروبوتات في قاعدة معرفة شاملة ومترابطة. تشمل تطبيقاته النمذجة الأولية لأبحاث الروبوتات، والروبوتات المنزلية، والسيارات ذاتية القيادة. الهدف من المشروع واضح تمامًا كما يشير اسمه -إنشاء عقل مركزي متصل دائمًا بالإنترنت يمكن للروبوتات الاستفادة منه. المشروع تقوده جامعة ستانفورد وجامعة كورنيل، ويحظى بدعم مؤسسة العلوم الوطنية، ومكتب البحوث البحرية، ومكتب أبحاث الجيش، وشركات جوجل ومايكروسوفت وكوالكوم، إضافةً إلى مؤسسة ألفريد بي سلون والمبادرة الوطنية للروبوتات التي تهدف إلى تطوير مجال الروبوتات لتعزيز القدرة التنافسية للولايات المتحدة في الاقتصاد العالمي.